# 星和明
星 和明（ほし かずあき、1982年1月11日 - ）は、中国国際放送のアナウンサー。北海道恵庭市出身。血液型はO型で左利き。

## 略歴
青山学院大学文学部日本文学科卒業後、青森放送（RAB）へ入社。2007年10月から同局でアナウンサー活動を行っているが、正式採用は2008年度。
2013年10月をもって青森放送を退社した。
2015年12月に中国国際放送へ入局。

## 現在の出演番組
- ハイウェイ北京（木曜日）

## RAB時代の出演番組
- kira-kira☆（木曜「ふたり de DASH!!」担当）
- 星一曲!
- あおもりTODAY（月・火曜ラジオカーリポーター）
- スター☆ラジオ
- ラジオ・チャリティー・ミュージックソン
- RABニュースレーダー（菅原厚のリリーフ）2009年11月24日、25日
- 月曜情報便（2012年4月2日 - ）
- 土曜情報便（2012年4月7日 - ）
- 活彩あおもり
- 東奥日報ニュース
- スポーツ中継
- RABニュースレーダー（ラジオ版の不定期キャスター）